# Bosanskohercegovački Hrvati u ratu u Bosni i Hercegovini
Ovaj članak daje pregled okolnosti i događaja u kojima su djelovali Hrvati Bosne i Hercegovine tijekom Rata u Bosni i Hercegovini.

## Političko stanje prije rata
Na prvim slobodnim demokratskim izborima u studenom 1990. godine pobijedila je koalicija tri najveće nacionalne stranke u zemlji sastavljena od Stranke demokratske akcije (SDA), Srpske demokratske stranke (SDS) i Hrvatske demokratske zajednice Bosne i Hercegovine (HDZ BiH). Nacionalne stranke su, bez obzira na povremena prepucavanja i uzajamne optužbe oko metoda agitacije (npr. nerijetko vezanje zelene zastave SDA i hrvatske trobojnice) i straha da se ne napravi politički savez Bošnjaka i Hrvata protiv Srba, ipak su uspostavile prešutni savez. Iako su se programski i politički međusobno razlikovale, osnovni razlog koji ih je povezivao i stvarao idilu harmonije i tolerancije bio je antikomunizam, odnosno zajednička želja da dotadašnjoj socijalističkoj vlasti u zemlji dođe kraj.
Stranke su podijelile vlast po nacionalnom ključu, tako da je za predsjednika SR Bosne i Bosne i Hercegovine izabran Bošnjak, prvobitno Fikret Abdić, koji je mjesto ustupio Aliji Izetbegoviću. Za predsjednika Skupštine izabran je Srbin Momčilo Krajišnik, a za predsjednika Vlade Hrvat Jure Pelivan. Sporazum o podjeli vlasti funkcionirao je za vrijeme izborne utrke, u pobjedi na izborima, te u podjeli funkcija, čime je ustvari i okončan.
Na razini Predsjedništva i Vlade BiH donesena je odluka prema kojoj se regruti i rezervni sastav neće slati u JNA. Ujedno, mobilizirani su rezervni odredi MUP-a BiH i upućeni prema Bosanskoj Gradiški i Bosanskoj Kostajnici da bi spriječili eventualne sukobe i napade na Hrvatsku iz BiH. Ipak, nisu uspjeli jer su ih zaustavile srpske paravojne formacije.
Od sredine rujna do sredine studenog 1991. godine, oslanjajući se na općine u kojim je osvojio vlast, SDS uspostavlja tzv. srpske autonomne oblasti (SAO), koje su u svim svojim djelovanjima bile nezavisne od centralne vlasti. Kao vrhunac, uslijedio je referendum srpskog naroda, 9. i 10. studenog 1991. godine, na kojem su Srbi izglasali uspostavljanje tzv. samostalne srpske republike u granicama BiH, s namjerom priključenja ostacima SFRJ Bosanskohercegovačka Vlada u Sarajevu iznijela je stav da referendum smatra neustavnim i nevažećim, tako da nije poduzela nikakve dalje mjere. SDS je 9. siječnja 1992. godine "autonomne oblasti" formalno proglasio tzv. Srpskom Republikom Bosnom i Hercegovinom (kasnije preimenovana u Republiku Srpsku - RS) prije nego što je Skupština BiH 25. siječnja 1992. godine uopće donijela odluku da se održi referendum o nezavisnosti. U srpskom slučaju, stvaranje autonomnih oblasti je bilo prenošenje recepta pobune iz Hrvatske na bosanskohercegovačko područje. U dijelovima zemlje gdje je osvojio većinu glasova, a time i mandat, SDS je postojeći državno-upravni aparat podredio svojim ciljevima i te općine su mu služile kao baza za dalje ratne pripreme. Tamo gdje nije osvojio većinu, SDS je počeo planirati stvaranje tzv. srpskih općina, što je odgovaralo njihovoj viziji nacionalne podjele, u kojem bi bile stvorene posebne institucije samo za Srbe.
Kao odgovor na poteze SDS-a, hrvatsko političko vodstvo u BiH predvođeno HDZ-om BiH je 12. studenog 1991. godine proglasio Hrvatsku zajednicu Bosansku Posavinu. U Hrvatsku zajednicu Bosansku Posavinu ušle su općine: Bosanski Brod, Bosanski Šamac, Brčko, Derventa, Odžak, Orašje i dijelovi općina Doboj i Gradačac, a sjedište je bilo u Bosanskom Brodu. Dana 18. studenog 1991. godine dolazi do uvezivanja općina u Srednjoj Bosni, općina Zapadne Hercegovine, jednog dijela općina Istočne Hercegovine (Stolac i Ravno), jednog dijela općina Završja (Livno, Tomislavgrad i Kupres), dijelova Bosanske Krajine (Kotor-Varoš i dijelovi općine Skender-Vakuf - današnja općina Dobretići) te dijelova sjeverne Bosne (Vareš i Kakanj) u jednu zajednicu općina. Tada je utemeljena Hrvatska zajednica Herceg-Bosna. Potkraj 1992. godine, Herceg-Bosni se priključuju ostale hrvatske zajednice: Hrvatska zajednica Srednja Bosna (Žepče), Hrvatska zajednica Usora (sjeverni, slobodni dio - današnja općina Usora) i slobodni dio Hrvatske zajednice Bosanske Posavine, Orašje. čime Herceg-Bosna postaje vrhovna politička, kulturna, ekonomska i teritorijalna organizacija hrvatskog naroda u Bosni i Hercegovini kao odgovor srpskoj agresiji na Bosnu i Hercegovinu i Hrvate u toj zemlji. Hrvatska zajednica Herceg-Bosna je utemeljena u skladu s tadašnjim ustavnim rješenjima o osnivanju zajednica općina, a u osnivačkim aktima Hrvatske zajednice Herceg-Bosne nema separatističkih tendencija.
Naknadni pregled aktivnosti državnih predstavnika ukazuje da se razdoblje prije rata iskoristilo za brojne međunarodne kontakte i traženje pomoći. S pravom se može ustvrditi kako je glavni strategijski cilj bilo dobivanje međunarodnog priznanja, nakon ispunjenja postavljenih uvjeta za priznanje od strane Europske zajednice. Da BiH nije stekla međunarodno priznanje prije rata, upitno je da li bi to pravo, s obzirom na intenzitet agresije, uspjela ostvariti tijekom rata.

## Početci rata
Dana 7. svibnja 1991., u selu Polog, na granici mostarske i širokobriješke općine, onemogućeno je kretanje kolone od preko 100 tenkova i oklopnih vozila JNA, koja se pod krinkom vojne vježbe uputila iz mostarske vojarne Sjeverni logor preko Širokog Brijega, Posušje i Tomislavgrada prema Kupresu. Tenkovi su zaustavljeni prepriječenim kamionima na dužini od nekoliko kilometara i nenaouružanim ljudstvom. JNA je tada tvrdila da se radi o redovnoj vojnoj vježbi i manevru, no Hrvati su shvatili da je kolona bila pripravna za oružanu borbu. Na zahtjev Generalštaba JNA i generala Blagoja Adžića u dotad posve nepoznato selo Polog stižu zbunjeni predstavnici bosanskohercegovačkih vlasti na čelu s predsjednikom predsjedništva Izetbegovićem i Kljujićem te pokušavaju nagovoriti okupljene Hrvate da se raziđu i tako omoguće daljnje kretanje tenkovske kolone. Međutim, ta misija nije uspjela. Okupljeno mnoštvo popustilo je tek nakon molbe hrvatskog predsjednika Franje Tuđmana i propustilo kolonu 9. svibnja 1991. godine.
Rast napetosti u Socijalističkoj Republici Bosni i Hercegovini doveo je do masovnog osobnog naoružavanja i porasta broja incidenata. Prema podacima republičkog MUP-a iz lipnja 1991. godine, 92.500 Bošnjaka prijavilo je 110.400 komada oružja, 131.900 Srba prijavilo je 157.200 komada oružja, a 43.000 Hrvata je prijavilo 51.800 komada oružja. Smatra se da je stvarni broj oružja u posjedu građana bio gotovo triput veći. Oružje koje je JNA dovozila 1990. počelo se dijeliti bosanskohercegovačkim Srbima za napad na Hrvatsku. Od srpnja 1990., JNA naoružava srpske paravojne snage u Vogošći, Ilijašu, Hadžićima, Brezi, Visokom, Zenici, Doboju, Brčkom i Foči.
Prvi znak rata u Bosni i Hercegovini bilo je uništenje sela Ravno, u Istočna istočnoj Hercegovini, nastanjenog Hrvatima, u srpskom okruženju, 1. listopada 1991. godine. Ravno je napadnuto u djelovanju JNA u agresiji prema Hrvatskoj u akciji, u smjeru Dubrovnika. Nakon uništenja Ravnog, zbog političke neorganiziranosti bosanskohercegovačkih političara, kao i vojne nespremnosti i neorganiziranosti, dolazilo je do nekorektnih izjava pojedinih političara, koje su unosile razdor i nesporazume u političkom vrhu ("Ovo nije naš rat!" - Alija Izetbegović). Propagadnim djelovanjem JNA, mogle su se čuti izjave pojedinih novinara da Ravno uopće nije u BiH. Ravno je uništeno u ratnim operacijama JNA i crnogorskih rezervista radi osvajanja Dubrovnika. Na primjeru Ravnog, pokazala se nemogućnost republičkog rukovodstva da spriječi uporabu područja BiH od strane JNA kao poligona za napad na Hrvatsku.
Od jeseni 1991. godine do početka rata, širom Bosne i Hercegovine dolazi do brojnih incidenata. Tako patrole MUP-a BiH presreću kamione s oružjem za koje nitko ne zna "odakle su i kuda idu", rezervisti iz Srbije i Crne Gore, mobilizirani za rat protiv Hrvatske prilikom prolaza kroz BiH, često prave incidente i otvaraju nasumičnu vatru radi zaplašivanja stanovništva, pojavljuju se barikade, a samozvani "organi reda" vrše kontrolu prometa. Sve su češće noćne pucnjave. Dana 18. prosinca 1991. godine Hrvatska stranka prava osniva Hrvatske obrambene snage, prvu hrvatsku vojnu organizaciju na području BiH koja se suprotstavlja srpskoj agresiji. Službeno je Ratni stožer HOS-a osnovan 3. siječnja 1992. u Ljubuškom. Prva postrojba HOS-a u BiH osnovana je već u listopadu 1991.
Sve veći broj incidenata, dolazak jedinica JNA koje su se povukle iz Hrvatske i Slovenije, crnogorskih i srpskih rezervista, doveli su do toga da je republičko vodstvo mobiliziralo dio rezervnog sastava republičkog MUP-a, jedinog oružanog sastava koji je zadržan pod nadzorom republičkih vlasti. Uz mobilizaciju rezervnog sastava MUP-a i JNA je počeo provoditi mobilizaciju, iako je republičko Predsjedništvo preporučilo neodazivanje na te pozive. Na pozive JNA odazivali su se uglavnom Srbi, dok su Bošnjaci i dio Hrvata odlazili u rezervni sastav MUP-a. Da bi se održao red, čak su, u dogovoru sa zapovjednikom Sarajevske vojne oblasti, generalom Milutinom Kukanjcem, uspostavljene mješovite patrole MUP-a BiH i JNA, bez većih rezultata. Iako je zapovjedništvo nad bosanskohercegovačkom TO-om spadalo u nadležnost republičkih vlasti, JNA je akcijom izmještanja oružja TO-a pod svoj nadzor razoružao tu formaciju. Ujedno, veliki broj kadrova TO-a, kao i zapovjednik general Vukosavljević bili su Srbi, što je dodatno otežavalo pristup mobilizacijskim spiskovima. Oduzimanje oružja Teritorijalne odbrane od strane JNA nije išlo jednostavno i bez otpora. U općinama s većinskim hrvatskim i bošnjačkim stanovništvom, općinske su vlasti uspješno odbile predavanje oružja JNA i opkoljavanjem i zauzimanjem skladišta opreme JNA, došle do neznatnih zaliha oružja i materijalno tehničkih sredstava. Politički sukobi između HDZ-a BiH i SDA u tim općinama započeti su načinom podjele plijena, te organizacijom blokade manjih skladišta u središnjoj Bosni.
Referendum o neovisnosti Bosne i Hercegovine proveden je 29. veljače i 1. ožujka 1992. godine, na kojem je 64 do 67 % biračkog tijela izašlo na glasanje, a gotovo 98 % je glasalo za nezavisnost. U području gdje je vlast držao SDS referendum nije proveden. Kao odgovor na Referendum, srpske paravojne jedinice podigle su u razdoblju od 1. do 5. ožujka barikade u Sarajevu i u drugim gradovima (Bosanski Šamac, Derventa, Odžak), među kojima se izdvaja Bosanski Brod, oko kojeg su se razbuktale oružane borbe. U Bosanskom Brodu pripadnici srpske paravojne postrojbe su nakon Referenduma (1. ožujka 1992.) podigli barikadu, koju su polako pomicali prema mostu na Savi. Nakon dva dana, 3. ožujka, blokirali su most praznom cisternom. Na policijsku patrolu koja je pokušala ukloniti barikadu otvorena je paljba, a policajci su na nju uzvratili i uspjeli ukloniti barikadu, nakon čega se sukob razbuktao da bi se s manjim ili većim intenzitetom (razmjenjivanje pješačke i topničke paljbe) nastavio do službenog početka rata.
Tijekom ožujka rukovodstvo SDS-a završava pripreme za početak rata. Dovršava se formiranje srpskih općina, kao paralelnih organa vlasti, tamo gdje SDS nije pobijedio na izborima, i vrše se pripreme za izdvajanje srpskih kadrova iz republičkog MUP-a koji su trebali činiti srpski MUP. Potkraj ožujka bilježe se mjestimična puškaranja (23. ožujka u Goraždu; 29. ožujka u Kupresu, Mostaru i Derventi), da bi se sukobi od početka travnja 1992. godine proširili cijelom BiH.
Dana 8. travnja 1992. godine, Predsjedništvo RBiH donosi odluku o stvaranju TO-a RBiH kao republičke oružane sile umjesto dotadašnjeg TO-a. Istog dana, u Grudama, na sjednici Hrvatske zajednice Herceg-Bosne osnovano je Hrvatsko vijeće obrane (HVO), vrhovno tijelo obrane hrvatskog naroda u Bosni i Hercegovini i službena oružana snaga Hrvatske zajednice Herceg-Bosne. Na sastanku je rečeno da Hrvatska zajednica Herceg-Bosna ne prihvaća iskompromitiranu TO kao svoju vojnu strukturu, smatra da je odluka Predsjedništva RBiH o Teritorijalnoj obrani RBiH politički nepromišljena, te da su sve formacije osim HVO-a na području Hrvatske zajednice Herceg-Bosne nelegalne ili neprijateljske. To će poslije stvoriti nesuglasice između vodstva HVO-a i HOS-a te vodstva HVO-a i kasnije Armije RBiH.

## Obrana od srpskog agresora
Namjera JNA bila je ovladati teritorijom Bosne i Hercegovine, najvjerojatnije do kraja ljeta 1992. Stoga je poduzet opći napad na četiri glavna pravca:
- Sarajevo
- Podrinje
- Bosanska Posavina
- Hercegovina

Osim Bosanske Posavine i Hercegovine, srpske snage su napale i ostale dijelove Hrvatske zajednice Herceg-Bosne. Napadnuta je Srednja Bosna, gdje unatoč velikoj angažiranosti i prisutnosti snaga HVO-a iz Srednje Bosne, Jajce pada u srpske ruke. To je bio posljednji srpski veći dobitak u ratu. Na području Završja, Srbi su zauzeli Kupres nakon 5 dana borbe sa slabijim hrvatskim snagama. Jedini veći gubitak, za Hrvate, bio je pad Bosanske Posavine jer je ta povijesna i zemljopisna mikroregija bila jedno od najbogatijih područja u BiH. Na tom području, Hrvati su bili većina i prema popisu stanovništva iz 1991. godine bilo ih je 131.542.

### Bosanska Posavina
Cilj djelovanja JNA bio je ovladavanje tokom rijeke Save i područjem Bosanske Posavine, uspostavljanje sigurnog koridora koji bi zapadne dijelove Bosne i Hercegovine, koje su već nadzirali Srbi (banjalučka i dobojska regija), kao i Republike Srpske Krajine u Hrvatskoj kopnenim putem povezali sa Srbijom. U Bosanskoj Posavini organizirana je Hrvatska zajednica Bosanska Posavina. U Hrvatsku zajednicu Bosansku Posavinu ušle su općine: Bosanski Brod, Modriča, Bosanski Šamac, Brčko, Derventa, Odžak, Orašje i Gradačac, a sjedište je bilo u Bosanskom Brodu. Osnivanjem Hrvatskog vijeća obrane, 8. travnja 1992. godine, HZ Bosanska Posavina je povezana s Hrvatskom zajednicom Herceg-Bosnom.
JNA angažira krupne oklopno-mehanizirane sastave i cijelo ljeto 1992. godine vode se intenzivne borbe. Područje Bosanske Posavine pod nadzorom je HVO-a, koji intenzivno potpomaže Hrvatska vojska, uz pružanje logistike na frontu i sudjelovajući i s krupnijim sastavima. Glavni problem obrane Bosanske Posavine bio je postojanje dviju linija zapovijedanja - političke i vojne. Dok je vojna logika nalagala odsudnu odbranu i presjecanje koridora prema Krajini, čime bi se ubrzao i pad Krajine u Hrvatskoj, a snage HV-a i HVO-a bile su dovoljno opremljene i motivirane za uspješno izvršenje takvih operacija, politički argument je presudio i došlo je do povlačenja HV-a iz Bosanske Posavine, nakon čega je ubrzo uslijedilo i srpsko zauzimanje toga dijela BiH.
Ljeto 1992. prošlo je u žestokim napadima i protunapadima, ali je krajnji rezultat za srpsku stranu bio povoljan. Srbi su imali tri faze ofenzivnih djelovanja. U travnju i svibnju su zauzeli Bosanski Šamac (17. travnja 1992.) i Brčko (7. svibnja 1992.). Nastavkom borbi u lipnju srpske snage zauzimaju Derventu (7. lipnja 1992.), Modriču (10. lipnja 1992.) i Odžak (13. lipnja 1992.), a konačni slom obrane hrvatskih snaga u Bosanskoj Posavini uslijedio je 6. listopada 1992. godine srpskim zauzimanjem Bosanskog Broda.
U razdobljima između srpskih napada slijedile su protunapadi snaga HV-a i HVO-a, u kojima se, navodno, uspjele doći do ispred Doboja, ali su tada zaustavljene političkim direktivama. Na svom dijelu fronta, HVO i Armija BiH zabilježili su uspjeh obranom Gradačca, a manje je poznat podatak da su jedinice Armije BiH i HVO-a do 1993. godine držale ratnu liniju u predgrađima Brčkog na približno kilometar od rijeke Save. Na dijelu Bosanske Posavine, uz rijeku Savu, pod nadzorom HVO-a održala se enklava kod Orašja, gdje su jedinice HVO-a uspjele odbiti kasnije jake srpske napade u svibnju 1995. godine.
Poražene srpske snage u Republici Hrvatskoj, nakon akcije Bljesak, su prebačene na Posavski koridor, u okolicu Orašja. Oporavljene od poraza u Hrvatskoj, pojačane i izuzetno naoružane srpske snagu krenule su u odlučujući napad, pod nazivom Osveta, s namjerom okupiranja prostora općine Orašje. Napad je počelo 5. svibnja 1995. godine. Srpski neprijatelj je upotrijebio svu moguću tešku tehniku, uključujući i bojne otrove. Tisuće srpskih vojnika i specijalaca bezuspješno je napadalo i pokušavalo probiti crte obrane. Hrabri oraški branitelji su sve napade uspješno odbijali i nanosili neprijatelju katastrofalne gubitke od kojih se nije oporavio do kraja rata, tako da je crta bojišnice do Daytonskog sporazuma, bila uglavnom mirna i bez većih djelovanja.

### Hercegovina
Poslije rujna 1991. godine, rezervisti JNA uspijevaju zaposjesti liniju Čapljina - Dretelj, te liniju Slipčići - Krivodol - brdo Galac (kod Mostara) - brdo Hum (iznad Mostara) - grad Mostar - Bijelo Polje - Borci - Konjic. Dogovorom tadašnjeg MUP-a općine Mostar i Kriznog štaba vrši se mobilizacija rezervnog sastava policije, u koju je uključen i velik broj dragovoljaca, koji preuzimaju punktove po prometnicama i dežurstva po gradu. Postrojba ZNG izlazi na plato Bile i 20. rujna 1991. sprječava desant čime Hrvati i Bošnjaci Mostara praktično ulaze u rat sa srpsko-crnogorskim agresorom. 29. travnja 1992. Krizni štab općine Mostar, a kasnije i krizni štabovi općina Stolac, Čapljina i Široki Brijeg svu vlast i obranu tih općina povjeravaju Hrvatskom vijeću obrane. U međuvremenu, osnivaju se i omasovljuju jedinice HOS-a. Daljnjim borbama jedinice HVO-a i HOS-a jačaju i bolje se naoružavaju te se pokreću planovi za oslobodilačke akcije.
Dana 7. lipnja 1992. godine počinje operacija oslobođenja doline Neretve, kodnog naziva Operacija Lipanjske zore. Tada diverzantski vod bojne Grude probija neprijateljske bunkere, a združene hrvatske snage prelaze rijeku Neretvu i zauzimaju veliki prostor sve do Domanovića, a odatle kreću i oslobodilačke akcije prema Mostaru i Stocu. 8. lipnja 1992. od srpskog je agresora oslobođeno područje Čapljine u čemu posebnu zaslugu imaju postrojbe HVO-a iz Gruda, Ljubuškog i Čapljine te vojnici 4. gardijske brigade HV-a. Već 12. i 13. lipnja oslobođen je i Stolac, a 5 dana kasnije hrvatske snage su izbile na Ošanjiće, gdje je i sadašnja međuentitetska crta razgraničenja. Oslobađanje desne obale rijeke Neretve kreće 11. lipnja 1992. godine. HVO potpomognut 4. Splitskom brigadom HV-a kreće iz šest pravaca, a od postrojbi HVO-a u akciji sudjeluju Kažnjenička bojna, Poskok bojna, dvije postrojbe HVO-a iz Čitluka i Ljubuškog, 5. ilićka bojna HVO-a Mostar, 4. bojna HVO-a Mostar, te satnija 2. bojne civilne policije. U Mostaru su u to vrijeme bile Vojna policija, civilna policija, dio 2. bojne HVO-a Mostar i Samostalni mostarski bataljun. Prvo je oslobođeno područje Kruševa i Galca, a zatim brdo Hum i zapadni dio grada Mostara. U samo jednom danu oslobođena je čitava desna obala rijeke Neretve.
U noći s 13. na 14. lipnja 1992. general Slobodan Praljak donosi odluku da se krene u oslobađanje lijeve obale rijeke Neretve. U Općinskom stožeru HVO-a u Mostaru zapovjednici postrojbi dobivaju zapovijedi prema kojima Neretvu treba početi prelaziti rano ujutro 14. lipnja i tako iznenaditi srpsko-crnogorskog agresora. Uz topničku i tenkovsku potporu Četvrte gardijske brigade HV-a, u 3 sata ujutro združene snage od Bovana i Drežnice do Salakovca, prelaze na lijevu obalu. Prva bojna mostarskog HVO-a Bijelo Polje prelazi Neretvu iz smjera Vojna. U Cernici rijeku prelazi jedna satnija "Samostalnog mostarskog bataljuna", predvođena Karlom Džebom, a druga bojna rudnička HVO-a Mostar dolazi iz Raštana. Oko 6 sati pristiže Vojna policija HVO-a i snage HOS-a Hercegovine. Vode se žestoke bitke, a snage HVO-a zauzimaju položaje oko Ulice Maršala Tita u istočnom dijelu Mostara. Oko podneva 14. lipnja pristiže još hrvatskih snaga te se u sklopu združene akcije, korak po korak oslobođa cijeli niz naselja i mjesta na lijevoj obali Neretve. Tada je oslobođen istočni dio grada Mostara i naselja Blagaj, Buna, Vrapčići, Potoci i Salakovac. Osobito uspješna i vrhunska je akcija oslobođenja dijela Bijelog Polja (naselja na lijevoj obali Neretve: Potoci, Željuša, Salakovac, Kutilivač, Podgorani, Humilišani). 21. lipnja 1992. godine, nakon žestokih borbi hrvatske snage ovladavaju i relejem na Veležu, a srpsko-crnogorski agresor je odbačen u Podveležje 26. lipnja, dan koji se smatra danom oslobođenja mostarske općine.
Operacijom Lipanjske zore dijelom su spriječeni napadi srpskog agresora na Južnu Dalmaciju, a u potpunosti na Srednju Dalmaciju što je u potpunosti spasilo Dalmaciju od katastrofe. Lipanjske zore su ujedno i prvi poraz JNA u ratu u Bosni i Hercegovini. Veličina pobjede je još veća jer je na području koje je oslobođeno bila iznimno velika koncentracija postrojbi JNA, njihovog naoružanja i objekata.

### Srednja Bosna
Dana 3. travnja 1992. godine počinje poznata bitka za Kupres, u kojoj sa srpske strane sudjeluje 6.000 vojnika, 3-4 topničke i minobacačke divizije, jedan oklopni bataljun i zrakoplostvo. Kupres brani Kupreška bojna HVO-a, 13. bojna HOS-a i ostali hrvatski branitelji, sveukupno njih 2.500 naoružani puškama s nešto ručnih raketnih bacača i minobacača. Nakon 4 dana borbe i otpora nadmoćnijem srpskom neprijatelju, Kupres pada, 7. travnja 1992. godine, u srpske ruke. U 7 dana borbe poginulo je 160 kupreških Hrvata. Srbi su na Kupreškoj visoravni imali 85 poginulih i 154 zarobljene osobe.
U Srednjoj Bosni, koja je čitava bila proglašena dijelom Hrvatske zajednice Herceg-Bosne, otvoreni srpski napad se dogodio samo na pojedine općine. S početkom srpske agresije (u suradnji s JNA) na Bosnu i Hercegovinu 1992. godine ratni je vihor prvo zahvatio sjeverozapadni dio travničke općine. S planine Vlašić u više navrata srpski agresor je dalekometnim oružjem gađao Travnik, a posebno hrvatsko selo Paklarevo. U svibnju 1992. godine srpsko pješaštvo masakrirala je na Vlašiću trinaest osoba. Selo Paklarevo gađale su srpske granate 28. lipnja 1992. godine s dvije rakete "Luna". Kada je koncem listopada 1992. srpska vojska zauzela Jajce, ubrzo su pala sela Karaula i Potkraj. U proljeće 1992. godine rat je zaprijetio i viteškom kraju. Blizina vojnih tvornica, koje su bile u rukama HVO-a, bila je izazov za sve veće sukobe. Na Mali Uskrs 1992. godine, predvečer, Vitez su, zajedno s Busovačom, bombardirali zrakoplovi JNA. Žrtava nije bilo, materijalna šteta je bila znatna. 11. lipnja 1992., Prvi i Drugi krajiški korups VRS i srpske paravojne formacije zauzimaju Kotor Varoš. Hrvatski i bošnjački civili su uhićeni i smješteni u četiri logora, u zgradu Starog suda, pilane, srednje škole i u selu Maslovare. Teškim topništvom do temelja je srušeno selo Hrvaćani, 12. lipnja, a dva dana poslije, više od 10 civila je ubijeno u Kotor Varošu. 25. lipnja, u predjelu Kukavice, ubijeno je šest civila, a nekoliko civila je ubijeno na mostu preko Vrbanje, čija su tijela bačena u Vrbanju. Toga dana, u Kotor Varošu ubijeno je 30 civila, a dvije masovne grobnice su nastale u Donjem Varošu Vrbanjcima. Srpsko zrakoplovstvo je sustavno bombardiralo Večiće, Viševice i Sokoline. Selo Sokoline je zauzeto početkom listopada, civili su protjerani, a više od 200 muškaraca je završilo u logorima. Od sredine 1992. godine Bugojno trpi učestale srpske napade. U rujnu 1992. godine Srbi granatiraju sam grad Bugojno, granate padaju na sklop župne crkve i župnog dvora, zapaljen je crkveni toranj. U više navrata Bugojno nadlijeću zrakoplovi i bacaju bombe. Kako srpski agresor zauzima područje sjeverno od Bugojna (Donji Vakuf) deseci tisuća bošnjačkih izbjeglica slijevaju su u njega, što će kasnije biti jedan od uzroka bošnjačko-hrvatskog sukoba u tom gradu. Općina Jajce je bila dio Hrvatske zajednice Herceg-Bosne i u njemu se hrvatsko i bošnjačko stanovništvo samoorganiziralo putem Hrvatskog vijeća obrane. U listopadu 1992. godine, Jajce trpi najžešće napade nadmoćnijeg srpskog agresora. HVO većinu svojih snaga iz Operativne zone Srednja Bosna šalje u obranu starog bosanskog kraljevskog grada, Jajca. Nakon 20. listopada 1992. godine, srpski napadi postaju sve jači. Unatoč velikoj angažiranosti i prisutnosti snaga HVO-a iz Srednje Bosne, Jajce pada u ruke nadmoćnijeg srpskog neprijatelja 29. listopada 1992. godine, a velik broj hrvatskih i bošnjačkih izbjeglica bježi u općine Lašvanske doline.
U dijelovima sjeverne Bosne (Vareš i Kakanj), koji su proglašeni dijelom Hrvatske zajednice Herceg-Bosne te Hrvatskoj zajednici Srednja Bosna (Žepče) i Hrvatskoj zajednici Usora (dijelovi općine Teslić - istočni dio općine poznat pod nazivom Komušina, dijelovi općine Tešanj - današnja općina Usora), koje su poslije priključene Herceg-Bosni, nije bilo većih sukoba sa srpskim snagama. Velikosrpska agresija na Bosnu i Hercegovinu na prostoru općine Kakanj uzrokovala je organizirani otpor stanovništva. Odmah je osnovan HVO, kojemu je cilj okupiti što više ljudi za oružan otpor agresoru. Bošnjaci su u početku bili neodlučni, pojedinci su bili uz HVO, ali se organizira i postrojba Armije BiH. Političkom akcijom neutralizirano je srpsko pučanstvo, koje ne stupa u oružani sukob na području općine Kakanj i koje je uspješno razoružano. U Varešu, stalno je prisutna prijetnja napadom srpskih snaga na Vareš. Srpska propaganda širi glasine kako će Vareš biti srpski i kako će ga srpske vlasti izgraditi podižući nove stambene zgrade i nove gospodarske objekte. Pred tom prijetnjom hrvatski narod se organizira u HVO, da bi branio svoje domove. U HVO se uključuju i pojedini Bošnjaci, a najveći dio toga naroda je u postrojbama Teritorijalne obrane, koja je u sastavu JNA. Prvi sukob HVO-a s postrojbama srpske vojske u Bosni i Hercegovini dogodio se na području općine Vareš, 31. svibnja 1992. U tom oružanom okršaju poginuo je jedan vojnik HVO-a, a Vareš je ostao pod kontrolom HVO-a. U općini Žepče i dijelu općine Tešanj - današnja općina Usora nije bilo otvorenog sukoba sa Srbima, ali je Hrvatsko vijeće obrane utvrdilo crte bojišnice prema srpskim snagama. Dana 24. svibnja 1992., područje Komušine se uvezuje u zajedničku obranu pod zapovjedništvom 111. xp brigade HVO-a Žepče s čijim prostorom se Komušina spaja preko Novog Šehera. Već sljedeći dan nakon višemjesečnih provokacija i iživljavanja nad Hrvatima teslićke općine počinje i otvorena srpska agresija na Komušinu. Toga dana kreće ofenziva na lokalitetu Gornja Komušina, uspostavlja se linija duga 15 kilometara. Nakon 10-ak dana počinje i napad iz pravca grada Teslića na šire područje Studenaca i Vrućice pa se linija povećava na 45 kilometara. Branitelji HVO-a Teslić-Komušina grčevito se bore do 10. kolovoza 1992., kada Komušina pada, a rezervna linija se formira na Dubravama iznad Novog Šehera, područja s 10 hrvatskih i nekoliko bošnjačkih sela. Uz velike napore i velike gubitke u ljudstvu, crta obrane se uspijeva zadržati na Hatkinim njivama, koje su danas simbol obrane toga kraja. Na Hatkinim njivama, HVO Teslić-Komušina je obranio prolaz srpskom agresoru prema Novom Šeheru i dalje prema Maglaju s čim bi spojili Ozren i Teslić te tako u okruženje stavili cijeli Tešanj i Usoru.

### Rezultati
U ratnim operacijama u ljeto i jesen 1992. godine, uspostavlja se ratna linija između srpskih snaga i snaga druga dva naroda koja se do kraja 1994. godine neće bitnije mijenjati. Iako su srpski izvori tvrdili da Vojska Republike Srpske kontrolira oko 70% teritorija, Sefer Halilović navodi da su Armija BiH i HVO od travnja do rujna 1992. godine oslobodili 58% državnog teritorija. Točni podaci nisu utvrđeni. Najkvalitetniji dio teritorija pod nadzorom Vojske Republike Srpske bila je banjalučko-dobojska regija, s brojnim stanovništvom i urbano-industrijskim centrima. Područje jugozapadne Bosne (od Drvara do Kupresa) slabo je naseljeno i razvijeno, a otprije je poznato kao demografska "crna rupa" Bosne i Hercegovine, bez dovoljno domicilnog stanovništva za funkcionalnu obranu. Podrinje je značajno zbog hidroenergetskog potencijala rijeke Drine i velikog rudnog bogatstva, ali protjerivanjem većinskog bošnjačkog stanovništva ostalo je bez demografskog potencijala. Istočna Bosna i Istočna Hercegovina su brdsko-šumski i krški krajevi, također rijetko naseljeni i slabo razvijeni. Tek zauzećem najvećeg dijela Bosanske Posavine, Republika Srpska je stekla značajnije kvalitetne teritorijalne dobitke. Srpske snage nisu uspjele u svome osnovnom naumu: brzom zauzimanju teritorija Bosne i Hercegovine i kvalitetnom osiguranju najvažnijih komunikacijskih pravaca prema tzv. Republici Srpskoj Krajini u Hrvatskoj. Stoga su u jesen 1992. godine, nakon zauzimanja Jajca, prešle u strategijsku defanzivu koja će trajati do kraja rata.

## Bošnjačko-hrvatski sukob

### Incidenti prije sukoba
Krajem travnja 1992. počinju incidenti između Bošnjaka i Hrvata koji će kasnije kulminirati u otvoreni oružani sukob. Preuzimanje vojarne "Kaonik" kod Busovače bilo je povodom prvih incidenata između Hrvata i Bošnjaka. Bošnjaci nisu sudjelovali u preuzimanju vojarne, ali su tražili oružje. Kada su postrojbe HVO-a i HOS-a Vitez u svibnju 1992. godine zauzele skladište u Slimenima, s njima nisu sudjelovale postrojbe Armije BiH. Unatoč tome, Armija R. Bosne i Hercegovine traži podjelu zaplijenjenog oružja JNA i to prema svojim kriterijima. Kada je to odbila hrvatska strana, Armija BiH svoje zahtjeve nastoji ostvariti silom.
Tijekom lipnja 1992. godine javili su se prvi incidenti između hrvatskih i bošnjačkih postrojbi. U njima je bilo nekoliko poginulih i ranjenih vojnika na obje strane. Posljedica tih napetosti i incidenata je da se grad Uskoplje podijelio na dva dijela: hrvatski, koji se naziva Uskoplje, i na bošnjački dio, koji zadržava naziv Gornji Vakuf. Sve do danas grad je ostao podijeljen na dva dijela, a ulica u središtu grada ih razdvaja.
Osim većih incidenata događali su se i manji. Tako su se od travnja 1992. do početka sukoba, u listopadu 1992. godine dogodila paljenja hrvatskih zastava i hrvatskih domova. Osim paljenja, događaju se i prva ubojstva Hrvata od strane Bošnjaka. Stradaju hrvatski civili i vojnici, a i na bošnjačkoj strani ima žrtava.

### Početak sukoba
Tijekom druge polovice 1992. godine, napetosti između HVO-a i TO u BiH su sve više rasle. U cilju sprječavanja ikakvih problema, 23. listopada 1992. je dogovoren sastanak predstavnika Hrvata i Bošnjaka gdje se pokušalo riješiti sve problematične teme. Najproblematičnijom se pokazala primjena zaključaka Vlade BiH glede vojnog ustroja, u kojima je navedeno da ondje gdje Hrvati imaju većinu, ima se organizirati HVO, a Bošnjaci bi bili uključen u njega. S druge strane, ondje gdje Bošnjaci imaju većinu, ima se organizirati Armija BiH, a Hrvate treba uključiti u nju.
U općini Prozor-Rama Hrvati su bili većina (skoro apsolutna, 65%), dok su Bošnjaci bili većina u samom gradu Prozoru. Bošnjaci su formirali usporedni vojni ustroj, što je HVO smatrao protivnim Vladinim zaključcima. Stvar nije stala samo na papirnoj organizaciji, nego i na konkretnim djelima. Utvrdili su se bunkeri, postavila mitraljeska gnijezda, iskopali rovovi. Napravljeno je postrojavanje Armije Republike Bosne i Hercegovine u Prozoru i organizirana je prisega i marširanje kroz grad (i to prije sastanka od 23. listopada). Tijekom stanke potpuno zastalih pregovora, došla je informacija o napadu na položaje HVO-a kod Crnog vrha pri kojima je ubijen vojnik Franjo Zadro. Pregovori su prekinuti, i ubrzo Bošnjaci postavljaju uličnu barikadu kod zgrade stare pošte, nastaje pucnjava koja se rasplamsava u otvoreni sukob koji je potrajao više od pola dana, koji je okončao teškim porazom bošnjačkih snaga.

### Eskalacija sukoba
U geostrateškom i geopolitičkom pogledu dolina Lašve je bila iznimno važna. Zato su se na tom području vodile krvave borbe za vrijeme bošnjačko-hrvatskog sukoba. Osim toga razloga, Armija Republike Bosne i Hercegovine je nastojala oružanom silom osvojiti Lašvansku dolinu i time zaokružiti bošnjački teritorij, ali su se Hrvati oduprli toj brutalnoj agresiji na svoj povijesno-životni prostor. Sukobi Bošnjaka i Hrvata na području Lašvanske doline počinju u listopadu 1992. godine. Armija BiH i HVO sukobljavaju se u Novom Travniku i u obližnjim selima. U tim borbama Armija BiH po prvi put je upotrijebila teško topništvo protiv Hrvata. Bošnjaci su napali zapovjedništvo HVO-a u Novom Travniku i uništili Ratnu bolnicu HVO-a te zapalili su dvije zgrade u gradu, gdje su živjeli pretežno Hrvati. Grad je podijeljen. Gornji dio grada kontroliraju Bošnjaci, a donji (novi) dio grada kontroliraju Hrvati. Poslije nekoliko dana nastavljaju se sukobi u kojima HVO preuzima kontrolu u gradu.
Prvi jači sukob između dviju vojski u Uskoplju izbio je 23. listopada 1992. godine. Sve veće napetosti dovode do pravog ratnog okršaja u noći 10. i 11. siječnja 1993. godine.  Obje vojske pale kuće i gospodarske objekte, zarobljuju vojnike i odvode civile drugog naroda. Bošnjačka vojska nemilice granatira hrvatski dio grada, a hrvatska strana uzvraća. Grad gori, borbe bijesne.
Bošnjaci u siječnju 1993. godine preuzimaju vlast u svim gradskim institucijama u Bugojnu. Hrvati su isključeni iz upravljanja općinom, ali HVO još djeluje. U siječnju je počela i podjela vojnih snaga, a bošnjačka strana je 17. siječnja 1993. godine napustila sve obrambene položaje prema srpskom agresoru i prepustila obranu isključivo HVO-u. Ubrzo, Bošnjaci poručuju Hrvatima da ne mogu odgovarati za ono sto će se dogoditi. Poslije toga, napetosti rastu, događaju se mnoga još uvijek nerazjašnjena umorstva hrvatskih civila, hrvatski puk je preplašen, njegova imovina se bezobzirno otima i pljačka.
Postrojbe Armije BiH, 23. i 24. siječnja 1993. godine, prvi put napadaju hrvatska područja u općini Kiseljak. Napadnuto je selo Bilalovac i druga periferna naselja oko Bilalovca. Hrvatsko stanovništvo iz toga i iz drugih bližih sela, Armija BiH je uglavnom protjerala. Hrvatske kuće su opljačkane i uništene, kao i njihova druga imovina. U veljači i sljedećim mjesecima 1993. godine postrojbe Armije BiH napadaju i druga mjesta u kiseljačkoj općini, zastrašuju hrvatsko pučanstvo. Bošnjaci pljačkaju hrvatsku imovinu i pale kuće, a to dodatno potiče iseljavanje hrvatskog pučanstva. Topništvo Armije BiH gađalo je, 18. travnja 1993. godine, važnije zgrade u gradu Kiseljaku.
Oružani sukob HVO-a i Armije BiH na području Konjica započeo je 23. ožujka 1993., kada su pripadnici Armije BiH u ranim jutarnjim satima blokirali sve ulaze u grad Konjic. Tada je pripadnicima Armije BiH od njihovih nadređenih naređeno da sve Hrvate u konjičkoj općini razoružaju, a ako Hrvati odbiju predati oružje da ih ubiju. Napad muslimanskih snaga na Hrvate Konjica i Klisa je bio posve potpuno neočekivan i dobro pripremljen, pa su Bošnjaci vrlo brzo i bez gubitaka ovladale gotovo cijelim prostorom općine Konjic i na tom prostoru uspostavile muslimansku vlast, provodeći nakon toga teror i zločin nad hrvatskim narodom Konjica.
Najžešći napad postrojbi Armije BiH na Busovaču dogodio se 25. ožujka 1993. godine. Oko 8.500 vojnika raznih postrojbi Armije BiH krenulo je iz pravca Zenice, Visokog, Kaknja i Fojnice na Busovaču. Grad je bio u okruženju i blokiran, ali je 1.400 vojnika HVO-a sve to izdržalo i obranilo grad od napada postrojbi Armije Republike Bosne i Hercegovine.
Početkom i sredinom travnja 1993. godine u cijeloj Lašvanskoj dolini sukobi između HVO-a i Armije BiH postaju sve češći i oštriji. Uznemirenost građana i strah povećavaju se napadima Armije BiH na Vitez i Busovaču, jer bošnjačka politika najavljuje rat do potpunog sloma hrvatskih vojnih snaga u dolini Lašve i njeno osvajanje.
Glavni sukob između HVO-a i Armije BiH na području Viteza dogodio se 16. travnja 1993. godine. Velike snage Armije BiH napale su Vitez i Busovaču. Iz svega raspoloživog oružja postrojbe Armije BiH, u rano jutro 16. travnja 1993. godine, napale su uže gradsko područje Viteza. Granatama su pogođene i zgrada zapovjedništva zbornog centra srednje Bosne HVO-a, zgrada općine, pošte i mnoge stambene zgrade. U gradu se vode ulične borbe, a transporter britanskih pripadnika UNPROFOR-a oko devet sati upada u dvorište crkve Sv. Jurja Mučenika i gađa hrvatske kuće. UNPROFOR je tog dana u Vitezu otvoreno stao na stranu Armije BiH, koja je napala grad, no unatoč tome HVO je uspio obraniti grad i zadržati ga pod svojom kontrolom.
U ranu zoru, 16. travnja 1993. godine, Anti-teroristička bojna Vojne Policije HVO-a, "Jokeri", tijekom borbi za deblokadu puta Vitez-Busovača, je ušla u selo Ahmići, općina Vitez. U selu nije bilo vojnih postrojbi nego su se u selu nalazili uglavnom civili (vidi Pokolj u Ahmićima 16. travnja 1993.). Postrojbe HVO-a su počinile težak zločin, ubivši 120 bošnjačkih civila u Ahmićima.
Stravično stradavanje Hrvata se dogodilo u konjičkom selu Trusina 16. travnja 1993. godine (vidi Pokolj nad Hrvatima u selu Trusina). Većina u tom selu su bili Hrvati. Postrojbe Armije BiH potpomognute Bošnjacima iz okolnih sela ušle su u selo i mučki pobile 27 Hrvata. Preživjeli Hrvati iz sela su protjerani u selo Kostajnica. Imovina Hrvata je popaljena i popljačkana. Ovaj zločin nije doživio medijsko pokriće, a ovaj zločin ni danas nije procesuiran.
Prvi oružani sukob između postrojbi Armije BiH i HVO-a u Jablanici počeo je 16. travnja 1993. u neposrednoj blizini Jablanice. Tada su Bošnjaci uhitili oko 400 Hrvata, i smjestili ih u "otvoreni logor". Civilno bošnjačko stanovništvo seli se na područje općine Uskoplje i u Jablanicu, a zarobljeni vojnici Armije BiH su u zatvoru. Istog dana bošnjačke vlasti Jablanice uhićuju prvu skupinu Hrvata i zatvaraju ih u spomen - objekt Muzej u Jablanici. Hrvati koji su ostali pod vlašću Bošnjaka izvrgnuti su velikoj torturi. Svima su isključeni telefoni, pretresaju se njihovi stanovi, oduzima im se pokretna imovina, u njihove stanove useljavaju se Bošnjaci izbjeglice. Za Hrvate se formiraju dva logora na području općine Jablanica, jedan u gradu, u Muzeju, drugi u selu Ostrošcu. U Ostrošcu su zatvarani hrvatski civili iz Konjica i iz Jablanice. U travnju i svibnju 1993. godine Hrvati su potpuno eliminirani u većini jablaničkih sela.
Sukobi između Armije BiH i HVO-a na području Zenice eskaliraju 17. i 18. travnja 1993. godine. Postrojbe Armije napale su cjelokupni prostor općine Zenica koji nastanjuju Hrvati. Hrvatsko pučanstvo je u zbjegu. Pripadnici zeničkog HVO-a i hrvatsko pučanstvo su u jakom okruženju. Pljačkaju se i pale hrvatske kuće, napadnut je i Hrvatski dom u Zenici. Zenički HVO odlučuje predati se, da ne stradaju civili, a i radi odnosa snaga koji su bili 1:8 ili čak 1:10 u korist snaga Armije BiH. Tijekom općeg divljanja, plačkanja i paljenja hrvatske imovine na području grada Zenice, pripadnici Armije BiH tijekom druge polovice travnja 1993. godine ubili su 36 zeničkih Hrvata.
Rani jutarnji sati 17. travnja 1993. godine bili su kobni za Hrvate, stanovnike sela Kuber i Putiš, općina Busovača (vidi Pokolj u Putišu). Počeo je topničko-pješački napad na Busovaču, a otpor vojnika HVO-a bio je odlučan. No, u dva sela, Putišu i Kuberu, u kojima je živjelo nacionalno i konfesionalno miješano stanovništvo, vojnici Armije BiH masakrirali su 60 hrvatskih civila.
Postrojbe Armije BiH, 18. travnja 1993. godine, počinile su ratni zločin nad Hrvatima nastanjenim u selu Šušanj, općina Zenica (vidi Pokolji u Šušnju). Tog dana počeo je sukob između Bošnjaka i Hrvata na području Zenice, a pripadnici Armije BiH u selu Šušanj su ubili 30 Hrvata, a ostali Hrvati iz tog sela su protjerani.
U sredini travnja 1993. godine, nakon progona Hrvata iz Zenice, u Željeznom Polju, općina Žepče, Armija BiH je strijeljala trideset Hrvata zarobljenih na području općine Zenica, a koji su prije toga prisilno kopali rovove za potrebe Armije BiH (vidi Pokolj u Željeznom Polju). Hrvati odbijaju pa su zatvarani i suđeni na zatvorske kazne. Uz onih trideset strijeljanih, šest Hrvata je obješeno pod optužbom "pobune protiv države i Armije BiH".
Ujutro 2. svibnja 1993. godine počeo je opći napad na selo Pothum/Žitače (općina Konjic), sjedište katoličke župe. Župa je 1991. godine imala 1.700 vjernika. Postrojbe Armije BiH su upale u selo i masakrirale civile kao i vojnike HVO-a, koji su branili vlastite domove. Prema nekima, stradala su 24 mještana, prema drugima 26, a prema trećima 27.
Dana 9. svibnja 1993. godine nakon povratka sa smjene, koju su Bošnjaci i Hrvati zajednički održavali na crti prema Srbima, brojnima Hrvatima je bilo oduzeto oružje, a nakon toga su smješteni u zarobljeničke logore. Dolazi do žestokih sukoba između HVO i Armije BiH, u kojima bošnjačka vojska pokušava zauzeti čitav Mostar. Dana 19. svibnja 1993. godine, jedinice Armije BiH smještene u zapadnom dijelu grada Mostara pokrenule su drugu veliku ofenzivu. Vode se žestoke borbe, koje su trajale dva dana, nakon čega su svi sumnjivi bošnjački civili i vojnici zatvoreni u zarobljeničke logore.
U travnju napetosti su na vrhuncu na području Travnika. Vojnici Armije BiH po gradu pale zastave Herceg-Bosne i nakon toga incidenta postrojbe travničkoga HVO-a napuštaju grad. U nastalom ratnom sukobu paravojne i vojne postrojbe Armije BiH počinile su ratne zločine nad 143 Hrvata. Početkom travnja 1993. godine bošnjačke postrojbe vrše opći progon Hrvata. Tada je zatočeno 70 Hrvata u tvrđavu na starome gradu. Dana 3. lipnja 1993. godine Armija BiH napada okolinu Travnika, a velik broj travničkih Hrvata bježi u Novi Travnik, gdje nastaje težak problem smještaja prognanika.
Otvoreni oružani sukob na području općine Fojnica izbio je 1. lipnja 1993. godine. Napad je bio masovan i žestok, a izveden na dan bošnjačkog vjerskog blagdana - Bajrama. Dok je napad trajao, u zapovjedništvu kanadske bojne UNPROFOR-a upravo se održavao sastanak predstavnika Armije BiH i HVO-a, kojemu je bio cilj postizanje primirja. U tim vojnim okršajima Armija BiH je uspješnija, jer je brojnija, bolje naoružana i više motivirana za osvajanje hrvatskih prostora u općini Fojnica. Toga dana stradavaju katolička crkva i samostan časnih sestara, vojnici Armije BiH pljačkaju hrvatske kuće, pale ih, protjeruju i hrvatsko stanovništvo.
Pripadnici Armije BiH, 6. lipnja 1993. godine, počinile su ratni zločin nad Hrvatima u Novom Travniku (vidi Pokolj u Novom Travniku 6. lipnja 1993.). Tog dana u gradu Novom Travniku ubijeno je 30 Hrvata.
Jake bošnjačke snage napale su u ranim jutarnjim satim, 8. lipnja 1993. godine, kakanjske Hrvate. Oko 10.000 pripadnika Armije BiH po već utvrđenom planu navalilo je svim silama i iz sveg raspoloživog oružja na crte obrane HVO-a Kakanj. Akcija je za Bošnjake bila uspješna. U toj akciji koja je dugo pripremana, 13. lipnja 1993. godine, uspjeli su probiti linije obrane HVO-a Kakanj na nekoliko mjesta, a vojnici HVO-a zajedno s hrvatskim ciilima uputili su se u kolonama dugim i do 10 km uputili prema Varešu, bosanskom gradiću pod kontrolom HVO-a. Kolone izbjeglica, njih oko 15.000 pod stalnim topničkom pješačkom vatrom, kretalo se planinskim vrletima Kračića, Slavina i Planinice. Kasno u noć kolona unesrećenika, žena, djece, staraca, ranjenika i bolesnika pristigla je u Vareš, gdje je organiziran njihov smještaj u proizvodnim halama, restoranima i svim drugim slobodnim stambenim prostorima.
Dana 10. lipnja 1993. godine, oko 20 sati i 45 minuta iz pravca područja pod nadzorom Armije BiH u općini Vitez doletjela je granata kalibra 120 mm, dva metra od klupe na kojoj je bilo četrnaestero djece. Taj se prostor smatrao sigurnim, zaštićenim od snajpera i tu su se redovito igrala djeca, hrvatska i bošnjačka. Toga dana nije bilo nijednog bošnjačkog djeteta. Opravdano se pretpostavlja da su upozorena da ne izlaze iz kuće jer će na to mjesto biti upućene granate. Stručnjaći procjenjuju da se radilo o navođenom projektilu. Kada je granata eksplodirala, na licu mjesta poginulo je petero djece, a troje je umrlo u bolnici.
Oko 15 km jugozapadno od Busovače uzdiže se Busovačka planina, na njoj je izletište Busovačke staje, koje su 15. lipnja 1993. godine bile stratište za hrvatske civile (vidi Pokolj u Busovačkim stajama). Jedna skupina izbjeglica i drugih putnika došla je do Busovače s namjerom da otputuje u tuzlansko područje. Kada im je 14. lipnja bilo jasno da od puta nema ništa, odlučili su se povratiti u Hrvatsku. Dok su se odmarali, opkolili su ih pripadnici Armije BiH. Ne znajući da su opkoljeni, krenuli su oko šest sati ujutro. Samo dvije minute kasnije počela je pucnjava sa svih strana. Pucnjava nije prestajala, nego se sve više i više pojačavala. Pripadnici Armije BiH počeli su ih gađati i tromblonima, iz minobacača i to konstantno tri sata. Tog dana na Busovačkim stajama ubijeno je 22 Hrvata.
Oružani napad postrojbi Armije BiH na Hrvate općine Kreševo počinje 17. lipnja 1993. godine, s ciljem da se svrgne legalno izabrana općinska vlast. Napad je bio silovit i nadmoćan oružjem i ljudstvom pa je HVO pretrpio znatne gubitke. Osim toga, kreševske postrojbe HVO-a bile su bez ratnog iskustva i nespremne su dočekale oružani sukob s Armijom BiH, a nisu ni bile pripremane za napad, nego za obranu svojih kuća. Postrojbe Armije BiH napadaju područje općina Kreševo iz Tarčina (općina Hadžići) i s planine Igman, a potom i iz pravca Konjica, preko fojničkog sela Dusine. Napadi se izvode pješaštvom uz pomoć tenkova T-55, minobacača i protuzrakoplovnog oružja. Najžešći napad Armije BiH na kreševsku općinu bio je od 23. do 26. lipnja 1993. godine, kada su zauzeli selo Deževice i dobrim ga dijelom spalili. Unatoč brojnim i žestokim napadima, HVO je uspio obraniti Kreševo i zadržati ga pod svojom kontrolom.
Predvođeni svojim vođama, izbjegli Hrvati koji su se nalazili u Varešu 19. lipnja 1993. godine kreću automobilima, traktorima, zaprežnim vozilima i najviše pješice preko teritorija pod kontrolom Vojske RS prema svojoj "obećanoj" zemlji. Kada su stigli u srpsko selo Brgule, u vareškoj općini, odmah su srpske vojne vlasti razdvojile vojno sposobne muškarce od žena, staraca i djece. Kada su to doživjeli, uvjerili su se da su pogriješili i vratili su se u Vareš. Od tada je u vareškoj općini živjelo 37 tisuća Hrvata u srpskom i bošnjačkom okruženju. Stalno u strahu od bošnjačkog nasilja, krajem kolovoza 1993. godine započinje evakuacija žena i djece. U dva konvoja preko srpskih teritorija krenulo se u Hercegovinu. Bilo je ukupno oko 3.200 djece i žena koje su smještene na područja pod kontrolom HVO-a u Hercegovini.
Na katolički blagdan Sv. Ivana Krstitelja, 24. lipnja 1993. godine, dok se služila sveta misa, počeo je napad bošnjačkih snaga na Žepče. Grad Žepče i Hrvatima nastanjena sela napadnuti su iz pravca Zenice. Žepački kraj je od toga sukoba u potpunom okruženju srpskih snaga s jedne i Armije BiH s druge strane. Borbe su žestoke, s mnogo ranjenih i poginulih vojnika na sve tri strane. Unatoč tome što su se našli u potpunom okruženju, žepački Hrvati su se preko svoga HVO-a uspjeli obraniti od Armije BiH i Vojske RS.
Sukob između HVO-a i Armije BiH na zavidovićkom području počinje relativno kasno. Prvi otvoreni sukob dogodio se 25. lipnja 1993. godine kada je minobacačkom vatrom Armija BiH granatirala selo Gornju Lovnicu. Obruč postrojbi Armije BiH oko Gornje Lovnice sve više se steže i u noći s 27. na 28. lipnja 1993. godine odlučeno je da se iz sela evakuiraju svi civili, a da ostanu samo vojnici HVO-a na crtama bojišnice kako bi branili svoje domove. Do jutra civili su organizirano izvedeni iz sela. Postrojbe Armije BiH su 28. lipnja 1993. godine oko 16 sati počele sveopći napad na Gornju Lovnicu. Bošnjačko topništvo je gađalo prostor oko crkve, groblja, trgovine i obiteljske kuće.
Na području Bjelopoljske kotline, sjeverno od Mostara, 30. lipnja 1993. godine dolazi do pobune bošnjačkih pripadnika koji su se do tada borili u postrojbama HVO-a. Bošnjaci uperuju puške u svoje dojučerašnje suborce Hrvate te tako u toj iznenadnoj pobuni dolazi do velikog broja zarobljavanja i ubojstava hrvatskih pripadnika mostarskog HVO-a. Tako HVO gubi kontrolu nad istočnim dijelom grada, brojnim sjevernim te jugoistočnim prigradskim naseljima na lijevoj obali Neretve. U daljnjem tijeku sukoba, dio grada pod kontrolom Armije BiH je blokiran i granatiran od strane HVO-a. U jednom takvom granatiranju 9. studenog 1993. godine srušen je i Stari most. Armija BiH u samom gradu je bila u vrlo lošem stanju te je bila primorana da surađuje i nabavlja oružje od VRS-a.
HVO i Armija BiH u Maglaju zajednički su se borili protiv srpskog agresora tijekom 1992. i u dijelu 1993. godine. Sve do srpnja 1993. godine, nije bilo većih oružanih okršaja između dvije vojske. Nekoliko dana prije otvorenog sukoba u Maglaj je u UNPROFOR-ovu transporteru došao dr. Ejup Ganić i dao nalog političkim i vojnim vođama Bošnjaka u Maglaju da Armija BiH napadne HVO i hrvatsko pučanstvo Maglaja. Sukob je počeo prvih dana srpnja 1993. godine. U tom sukobu je sravnjeno 35 hrvatskih kuća u selu Liješnica, a maglajski Hrvati su protjerani.
Do žestokog sukoba između HVO-a i Armije BiH u Uskoplju došlo je 4. i 5. srpnja 1993. godine, kada su spaljena hrvatska sela Rostovo i Sebešić, a potom su se od Hrvata počela čistiti sela Milići, Ponir, Krupa, Bistrica, Batuša i Pajić Polje. Svi Hrvati iz navedenih sela su protjerani, a neki su i ubijeni. Sva imovina Hrvata je popljačkana ili je spaljenja.
Pred silovitim napadima pripadnika Armije BiH, s Malkoča (zadnje linije obrane Fojnice), 16. srpnja 1993. godine povlače se pripadnici HVO-a. S njima je u zbjeg krenulo šest tisuća Hrvata. Armija BiH zauzima i fojničke bolnice u kojima se nalazi oko 800 invalida i retardiranih osoba. Bošnjaci pljačkaju hrvatske kuće. Sva sela koja su zauzeli pripadnici Armije BiH spalili su poslije pljačke. Ne zna se točno koliko je Hrvata tada ostalo u gradiću, a nastavlja se njihovo mučenje i ubijanje. Zapaljeni su pošta, ratna bolnica, hotel, tvornica trikotaže, tvornica za preradu drveta. Hrvati su odvođeni u zatvor "Silos" u Kaćunima, u općini Busovača, ili u Osnovnu školu "Kata Govorušić" u Fojnici.
Opći napad Armije BiH na Bugojno počeo je 18. srpnja 1993., a sve je dovršeno 28. srpnja 1993. godine. U teškim borbama pripadnici Armije BiH su zauzimali dio po dio grada. U tome ratnom sukobu poginulo je oko 90 pripadnika HVO-a, mnogo je hrvatskih vojnika zarobljeno i odvedeno u logore. Iz Bugojna i s cijelog teritorija bugojanske općine počinje nezapamćeni egzodus oko 13 tisuća hrvatskih civila. Oni bježe ispred bošnjačkih postrojbi preko područja pod srpskim nadzorom na teritorij pod nadzorom HVO-a. U Bugojnu ostaje oko tri tisuće Hrvata. Pripadnici Armije BiH zarobili su oko 350 Hrvata koje su na svirep način mučili, neke likvidirali.
U ranim jutarnjim satima, 28. srpnja 1993. pripadnici 44. brdske brigade IV. korpusa Armije BiH potpomognuti Bošnjacima iz okolnih sela su opkolili Doljane (vidi Pokolj u Doljanima 28. srpnja 1993.). Oko 10 sati spomenute združene oružane snage počele su oružani napad na hrvatsko stanovništvo i njihovu imovinu. U Doljanima toga dana ubijeno je i masakrirano devet civila i 33 pripadnika HVO-a. U logor Muzej odvedeno je 185 mještana, među kojima je bilo 37-ero djece i 10 trudnica. Pred užasnom spoznajom da vojnici Armije BiH ubijaju sve Hrvate, hrvatsko stanovništvo bježi iz općine Jablanica.
Dana 28. kolovoza 1993. godine, Predsjedništvo Hrvatske zajednice Herceg-Bosne i zastupnici hrvatskog naroda u Vijeću općina Skupštine Republike Bosne i Hercegovine donose Odluku o konstituiranju Zastupničkog doma Hrvatske Republike Herceg-Bosne kao najvišeg predstavničkog tijela i nositelja zakonodavne vlasti u HZ Herceg-Bosni, što znači da Hrvatska zajednica Herceg-Bosna prerasta u Hrvatsku Republiku Herceg-Bosnu. Odluka polazi od neotuđivosti, nedjeljivosti i neprenosivosti prava hrvatskog naroda u Bosni i Hercegovini kao jednog od tri konstitutivna naroda. Odluka o transformaciji Hrvatske zajednice Herceg-Bosne u Hrvatsku Republiku Herceg-Bosnu bila je u potpunosti pravno utemeljena na Owen-Stoltenbergom planu koji je predviđao uniju republika u Bosni i Hercegovini. Odluka o utemeljenju Hrvatske Republike Herceg-Bosne, u potpunosti, je konzistentna s navedenim planom, no zbog činjenice da u to vrijeme plan još nije stupio na snagu, on se eksplicitno ne spominje u preambuli.
Početkom rujna 1993. godine, pristižu jedinice iz okolice Sarajeva, koje se raspoređuju u borbeni poredak, a dana 6. rujna 1993. počinje žestoki napad na HVO na pravcu Vrda. Vrdi se nalaze sjeverozapadno od Mostara i da su, kojim slučajem, Vrdi u tom napadu došli pod kontrolu Armije BiH, obrana zapadnog Mostara bi bila jako teška. Vojnici HVO-a su zaustavili su ovaj napad, a pripadnici Armije BiH u tijeku operacije izvršile su više pokolja civilnog stanovništva i zarobljenih vojnika HVO-a, te su uništavali i pljačkali hrvatsku imovinu.
Postrojbe Armije BiH predvođene tzv. "Zukinim specijalcima" u zoru 9. rujna 1993. godine upale su u Grabovicu, selo na granici mostarske i jablaničke općine. Odmah poslije upada u selo, počeli pucati i ubijati sve što se kreće, iako su znali da u Grabovici nema nikakvih vojnih postrojbi (vidi Pokolj u Grabovici 9. rujna 1993.). U navedenom pokolju ubijene su 32 osobe. Imovina Hrvata potom je opljačkana, a selo je gotovo u cijelosti zapaljeno.
U rano jutro, 14. rujna 1993. godine, oko 5:30 sati više od 120 naoružanih pripadnika Armije BiH izvršili su napad na većinsko hrvatsko selo Uzdol, općina Prozor-Rama i ubili 41 Hrvata (29 civila i 12 pripadnika HVO-a) (vidi Pokolj u Uzdolu). Pučanstvo je zatečeno na spavanju tako da su tijela ubijenih civila pronalažena u spaljenim kućama ili neposredno oko njih, a nekolicina i na seoskim putevima, dok su pokušavali pobjeći. Ubijane su čitave obitelji.
Pripadnici Armije BiH upali su 16. rujna 1993. godine u selo Hudutsko i tom prilikom zarobili oko 25 pripadnika HVO-a (vidi Pokolj u Hudutskom). Trojicu zarobljenih vojnika HVO-a odveli su u zatvor Muzej u Jablanici. Ostali ratni zarobljenici su strijeljani, što je izravna povreda međunarodnog ratnog prava.
Opći napad postrojbi Armije BiH na varešku općinu počeo je 18. listopada 1993. godine i to iz pravca Breze, Visokog, Kaknja i Zenice. Pada važna kota Liješnica. Sutradan postrojbe Armije BiH zauzimaju hrvatsko selo Kopijari, kojeg potpuno pljačkaju i spaljuju, u njemu je ubijeno šest civila, medu njima jedan dječak. Poginulo je i više vojnika HVO-a, ali zapovjednici Armije BiH ne dopuštaju da se izvuku njihovi leševi i dostojno pokopaju. Jedan UNPROFOR-ov vod bio je spriječen da uđe u Kopijare, izvijestili su vojni promatrači UN-a. Zauzimanjem kote Liješnica i sela Kopijari otvoren je put vojnim snagama Armije BiH prema Varešu. U Stupnom Dolu se koncentriraju elitne postrojbe bošnjačke vojske i mnoštvo minobacača, topova i ostalog naoružanja Armije BiH.
Selo Stupni Do nalazi se na podnožju kote Bogoš, koja je bila u potpunosti utvrđena i dominirala je ulazom u sam grad. Postrojbe Armije BiH su krenule u konačni napad na Vareš isti dan, 18. listopada 1993. godine kada se 5.700 prognanika iz Vareša organizirano uputilo prema Hercegovini. U dvodnevnom sukobljavanju između pripadnika Armije BiH i HVO-a u selu Stupni Do, pripadnici HVO-a zauzimaju selo 25. listopada 1993. godine, ali se odmah povlače iz njega. Nakon zauzimanja sela, postrojbe HVO-a su počinile ratni zločin u kojem je ubijeno 16 Bošnjaka (vidi Pokolj u Stupnom Dolu).
U jutarnjim satima 30. listopada 1993. godine vrlo jake snage Armije BiH kreću na gradić Vareš. U napadačkom pokretu su II. tuzlanski korpus, III. zenički korpus, VI. visočki korpus i policijski specijalci Dragana Vikića, Hrvata iz Sarajeva. Brigada HVO-a "Bobovac" ima oko 1.650 vojnika. Ona brani vareško područje od Vojske RS i Armije BiH. Bošnjačka vojska je daleko brojnija i naoružanija i pred njenim naletom padaju položaji HVO-a. Hrvatska vareška sela teško stradavaju. Civili u paničnom bijegu hrle u grad Vareš.
Varešu se, pod dojmom zločina u Stupnom Dolu, užurbano približavaju postrojbe Armije BiH. Izbjeglička kolona kreće u noći 3. studenog 1993. iz Vareša preko srpskog teritorija i tu doživljava prva razočaranja. Srpski vojnici kupe novac i sve vrijedno što mogu od izbjeglih vareških Hrvata. Izbjegli Hrvati iz Vareša lutaju šumama, po bespućima, gladni i žedni, a noći su hladne. Grupa od 1.500 izbjeglih Hrvata iz Vareša nakon četiri sata stiže u Sokolac. Oko 6.000 ih je na Alijinu Koritu. Postupno i jedni i drugi su preveženi u Kiseljak. U Kiseljaku, Kreševu i Gromiljaku smješteno je oko 7.500 vareških Hrvata. Pod prisilom općeg napada Armije BiH, s prostora općine Vareš iselilo oko 9.000 domicilnih stanovnika Hrvata i oko 15.000 Hrvata prognanih iz Kaknja. U samom Varešu ostalo je tek oko 600 Hrvata, a još oko 100 u vareškim selima.
Dana 10. prosinca 1993. godine iz Zagreba, pod visokim pokroviteljstvom predsjednika Republike Hrvatske dr. Franje Tuđmana i uz pratnju predstavnika Katoličke crkve i Islamske zajednice, krenuo je veliki konvoj humanitarne pomoći nazvan "Bijeli put za Novu Bilu i Bosnu Srebrenu". Humanitarni konvoj "Bijeli put za Novu Bilu i Bosnu Srebrenu" se sastojao 99 šlepera i 200 članova medicinskog osoblja, franjevaca, novinara i tehničkog osoblja, a za cilj je imao prenijeti hranu i lijekove u bolnicu u Novoj Biloj. Bolnica u Novoj Biloj do 1994. godine hospitalizirala je više od 11.000 ljudi srednje Bosne, od čega su polovica bili ranjenici i to mahom hrvatske nacionalnosti. U to vrijeme bolnica je zapošljavala tek nekolicinu liječnika, a u trenutku kad je došla pod blokadu, bio je onemogućen svaki oblik pružanja medicinske pomoći. Konvoj "Bijeli put za Novu Bilu i Bosnu Srebrenu" probio je potpunu osmomjesečnu blokadu sedamdesetak tisuća Hrvata u Lašvanskoj dolini i donio im spas u hrani i lijekovima, ali i vjeru da nisu sami. Pri povratku, pripadnici Armije BiH napali su konvoj "Bijeli put" u Uskoplju i na licu mjesta ubili jednog, a ranili tri sudionika konvoja.
22. prosinca 1993. godine, postrojbe Armije BiH počinile su ratni zločin, ubivši 74 hrvatskih civila u Križančevu selu, općina Vitez (vidi Pokolj u Križančevu Selu). Pukovnik UNPROFOR-a, Williams je za posjeta općini Vitez izjavio da se u području sela Počulića (cca 9 km sjeveroistočno od Viteza) nalaze dvije masovne grobnice. Jedna s 38, a druga s osam tijela Hrvata - žrtava bošnjačkog pokolja. Časnik UNPROFOR-a Gell izjavio je 2. siječnja 1994. godine da se na tzv. crtama razdvajanja nalazi 15 tijela ubijenih Hrvata.

### Završetak i posljedice
Predsjednik Republike Hrvatske dr. Franjo Tuđman i predsjednik Predsjedništva Bosne i Hercegovine Alija Izetbegović potpisali su u Washingtonu, 18. ožujka 1994. godine Okvirni sporazum o konfederalnim vezama između Republike Hrvatske i buduće bošnjačko-hrvatske federacije u Bosni i Hercegovini. Premijer Bosne i Hercegovine Haris Silajdžić i predsjednik Predsjedničkog vijeća Hrvatske Republike Herceg-Bosne Krešimir Zubak potpisali su u Washingtonu tekst Nacrta ustava federacije Hrvata i Bošnjaka u Bosni i Hercegovini. Washingtonskim sporazumom, dogovoreno je primirje između Hrvatskog vijeća obrane i Armije Republike Bosne i Hercegovine, a hrvatski i bošnjački teritoriji u Bosni i Hercegovini su ujedinjeni u Federaciju Bosne i Hercegovine, koja je podijeljena na županije. Županijski sustav je predstavljao svojevrsnu obranu kako bi se spriječila dominacija jednog naroda nad drugim.
Veliki broj Bošnjaka, koje su Srbi protjerali iz istočne Bosne naselilo se u središnjem dijelu Bosne i Hercegovine. Taj priljev stanovništva ojačao je brojčano i postrojbe Armije BiH. Prognani i izbjegli traže životni prostor i silom su oduzimali Hrvatima njihovu zemlju, kuće, domove i progonili ih u zapadnu Hercegovinu, Hrvatsku i cijelu Europu. Etničko čišćenje hrvatskih prostora je bilo u punom zamahu, a na tom području se uspostavila bošnjačka i civilna vlast, a preostali Hrvati su tada postali građani drugog reda, bez političkih prava, građanskih sloboda i mogućnosti rada. Od Hrvata u ratnom sukobu HVO-a i Armije BiH očišćene su općine Vareš, Kakanj, Maglaj, Zavidovići, Bugojno, Zenica, Travnik, Konjic, Jablanica. Za vrijeme krvavog sukoba, s područja pod kontrolom HVO-a protjerano je oko 50.000 Bošnjaka, a s područja pod kontrolom Armije BiH oko 150.000 Hrvata.
Armija BiH, zahvaljujući uspješnom sukobu s HVO-om, je pod svoju kontrolu stavila najpovoljnije prirodne komunikacije u Bosni i Hercegovini i to: prijevoj Ivanovo sedlo na komunikaciji Konjic-Tarčin, prijevoj Rastovo na komunikaciji Uskoplje-Novi Travnik, prijevoj Mošuljsko sedlo na komunikaciji Tuzla-Kladanj i Vrandučku klisuru kao ključnu točku za komunikaciju dolinom rijeke Bosne.
Pod kontrolu Armije BiH došli su i važni operativno - strateški pravci u Bosni i Hercegovini i to: pravac Sarajevo-Zenica-Travnik, a on ima ključni značaj kao demografski, ekonomski i prometni potencijal i položaj, pravac Sarajevo-Olovo-Tuzla i pravac Sarajevo-Jablanica-Mostar. Kontrolom ova tri strateško operativna pravca Armija BiH je stekla prednost u središnjem dijelu Bosne i Hercegovine na pravcu Mostar-Sarajevo-Zenica-Tuzla.

## Uspješne operacije protiv Srba
Nakon potpisivanja Washingtonskog sporazuma HVO je zajedno s Hrvatskom vojskom, a u nekim akcijama i s Armijom Republike Bosne i Hercegovine počeo nizati ratne pobjede protiv srpskog neprijatelja.
U Operaciji Cincar, prvoj koordiniranoj akciji HVO-a i Armije BiH, koja je trajala od 1. studenog do 3. studenog 1994. godine, oslobođeno je područje ukupne površine 200 četvornih kilometara, a vojska bosanskih Srba je odbačena dalje od planine Cincar. Otvorena je cesta Bugojno - Livno te je oslobođen veći dio strateški važnog Kupreškog polja i sam gradić Kupres i okolna sela.
Operacija Zima '94. odvijala se u razdoblju od 29. studenog do 24. prosinca 1994. godine na području Livanjskog polja i planine Dinare. U toj akciji postrojbe HV-a i HVO-a su oslobodili područje od 200 četvornih kilometara. Srpske snage su poražene na Dinari i veći dio Livanjskog polja našao se pod nadzorom HV-a i HVO-a, a posredno je spašena Bihaćka enklava.
U jednodnevnoj akciji HV-a i HVO-a pod nazivom Operacija Skok-1, 7. travnja 1995. godine, Srbi su ponovno poraženi na Dinari. Oslobođeno je dodatnih 75 četvornih kilometara. Hrvatske su se snage proširile bočno, prema zapadnoj strani, pa je time sigurnost postrojbi na Dinari postala stabilnija, a posebice sigurnost Livanjskog polja. Važan segment operacija na Dinari bio je zahtjevan i iznimno težak posao probijanja cesta na vrlo nepristupačnom planinskom području putem kojih se na najviše visove Dinare moglo dopremiti teško naoružanje - topovi i tenkovi. Probijanje cesta obavila je inženjerija HV-a i HVO-a pod vodstvom generala Ljube Ćesića Rojsa. Time je učinjen kolosalni starteški preokret - do tada nepristupačna planina Dinara postala je glavna cesta prilaza tenkovima HV-a, što će posebno doći do izražaja u predstojećoj operaciji "Oluja".
Operacija Skok-2 je izvedena je od 4. do 11. lipnja 1995. godine na Dinari i Livanjskom polju. Njome su hrvatske snage (HV i HVO) oslobodile dodatni prostor od 450 četvornih kilometara te je pod nadzor stavljeno cijelo Livanjsko polje. Otad se mogla nadzirati i Cetinska dolina te Vrličko polje, kao i dio Glamočkog polja te put Glamoč-Bosansko Grahovo.
Operacija Ljeto '95. bila je uveritira u "Oluju". Zauzeto je područje ukupne površine 1600 četvornih kilometara uključujući gradove Bosansko Grahovo i Glamoč. Zauzimanjem Bosanskog Grahova hrvatske snage izbile su na prilaze Kninu i presjekle jedinu komunikaciju koja iz Knina preko Drvara vodi prema Banji Luci. Vojska Republike Srpske odbačena je dublje u Bosnu, a Knin i cjelokupno područje Dalmacije pod okupacijom srpskih odmetnika gubi najvažniju prometnicu i dolazi u poluokruženje. Istovremeno, inženjerija Srpske vojske Krajine otpočinje danonoćnim radovima na osposobljavanju jedine preostale prometnice koja izvodi prema Bosni (Knin-Otrić-Srb-Gornji Lapac).
Uloga HVO-a i vodstva Hrvatske Republike Herceg-Bosne u akciji Oluja, najpoznatijoj i najvećoj pobjedi Hrvatske vojske, bila je značajna. HVO je u prethodnim akcijama u zapadnoj Bosni omogućio i u znatnoj mjeri olakšao HV-u da oslobodi okupirana područja u Hrvatskoj. Bosna i Hercegovina i Hrvatska bile su jedno ratište. Srpski agresor uopće nije poštivao granice tih dviju država. Naprotiv, on je prekrajao granice. S druge strane, akcije HV-a, kada je riječ o BiH, bile su u skladu s međudržavnim sporazumima BiH i Hrvatske. Nevezano za Oluju, Hrvati Bosne i Hercegovine su na početku rata agresora zaustavili na južnom pravcu. Već na samom početku rata u BiH, operacijom Lipanjske zore dijelom su spriječeni napadi srpskog agresora na južnu Dalmaciju, a u potpunosti na srednju Dalmaciju što je u potpunosti spasilo Dalmaciju od katastrofe.
U Maestralu, prvoj značajnijoj operaciji združenih snaga HV-a, HVO-a i Armije BiH u zapadnoj Bosni, zauzeti su veći prostori zapadne Bosne uključujući gradove Drvar, Šipovo, Jajce, Bosanski Petrovac, Bosanska Krupa i Ključ. Trajala je od 8. rujna do 17. rujna 1995. godine, a taj hrvatsko-bošnjački udar je Republici Srpskoj odlomio komad po komad teritorija i donio na tisuće izbjeglica koje su se u kolonama slijevale prema Prijedoru i Banjoj Luci. Maestralom moral Srba je znatno oslabljen, diljem RS-a zavladala je panika.
Operacija Južni potez je bila posljednja operacija HV-a i HVO-a tijekom pobjedonosnog niza operacija nakon kojih je u potpunosti izmijenjena strateška situacija na prostorima Hrvatske i BiH. Bila je logički nastavak mjesec dana ranije izvedene operacije Maestral. Počela je 8. listopada 1995. godine. Tijekom operacije Južni potez zauzeto je područje ukupne površine 800 kvadratnih kilometara uključujući Podrašničko polje, selo Čađavicu, hidroelektranu Bočac i dijelove planine Manjače. Crta obrane postavljena je na planini Manjači, 23 kilometra od Banje Luke, što je bilo u dosegu hrvatskog dalekometnog topništva. Srpske snage su razbijene i u kaosu se povlače prema Banjoj Luci, a zajedno s njima i nova kolona srpskih izbjeglica. Srpski vrh je u panici - eventualni pad Banje Luke psihološki bi odjeknuo poput pada Knina - padom Banje Luke praktički bi pala i cijela Republika Srpska jer bi vrlo brzo cijeli srpski teritorij zapadno od Brčkog vjerojatno pao u ruke hrvatskih ili bošnjačkih snaga. Akcija Južni potez, prekinuta je na zahtjev međunarodne zajednice 15. listopada 1995.
Uspješne vojne operacije Hrvata, ali i intervencija NATO-a operacijom Namjerna sila natjerali su Srbe da sjednu za pregovarački stol. Operacija Namjerna sila, kako je nazvana intervencija, uključila je bombardiranje srpskih položaja, uz nekoliko prekida, koje je trajalo oko 2 tjedna i službeno je okončana s dogovorom deblokade Sarajeva, 14. rujna 1995. godine. Namjena vojne intervencije NATO-a je bila uspostavljanje vojnog balansa na terenu i tjeranje srpske strane da se odazove mirovnom procesu. Pored bombardovanja srpskih vojnih uporišta oko Sarajeva, NATO-ov plan je uključio i selektivno bombardiranje strategijskih srpskih vojnih položaja širom Bosne i Hercegovine, što uključuje i bombardiranje komunikacijskog centra srpske vojske nedaleko od Banje Luke, a koji je za posljedicu imao destabilizaciju srpskih vojnih položaja u zapadnoj Bosni i značajno napredovanje Operacije Oluja od strane hrvatskih snaga. NATO je za 15 dana bombardiranja izveo 3.200 naleta, i pritom na srpske položaje istresao 10.000 tona eksploziva. Kao posljedica zračnih udara NATO-a poginula su 152 civila, a 273 su teže ili lakše ranjena.

## Daytonski mirovni sporazum
Daytonski sporazum bio je kulminacija tzv. »Shuttle diplomacije« koju je otpočeo Richard Holbrooke sa svojim timom pod sponzorstvom SAD-a. Shuttle se sastojao od posredničke diplomacije između zaraćenih strana. Jednostavnije gledano, Shuttleova kontakt-skupina igrala je ulogu kurira i moderatora koji su prosljeđivali i moderirali zahtjeve zaraćenih strana. Temelji za ostvarenje Daytonskog sporazuma započeli su ovom metodom još godinu dana prije završne konferencije. Jedan od osnovnih načela na kojima je Daytonski sporazum bio zasnovan bila je podjela Bosne i Hercegovine po ključu 51-49 (51 % teritorija BiH Federaciji BiH i 49 % Republici Srpskoj) koji je usaglasila tzv. kontakt-skupina.
Problematična pitanja koja je Sporazum trebao usuglasiti:
| Pravne i državne nagodbe: - priznanje Bosne i Hercegovine od strane susjednih država - sastav vlade - podjela vlasti između države i entiteta - institucije - glasanje i povratak izbjeglica | Teritorijalne nagodbe: - status i samoodrživa deblokada Sarajeva - koridor Goražde - Posavina - koridor Brčko - Istočna Slavonija |

Konferencija je trajala od 1. do 21. studenoga 1995. godine. Glavni sudionici bili su predsjednik BiH Alija Izetbegović, srbijanski predsjednik Slobodan Milošević, hrvatski predsjednik Franjo Tuđman te glavni američki posrednik Richard Holbrooke i general Wesley Clark. Sporazum je službeno potpisan u Parizu, 14. prosinca 1995. godine. Današnja upravna struktura Bosne i Hercegovine i sastav vlade bili su neki od rezultata dogovora. Iako je Sporazumom efektivno završen rat, brojne stvari ostale su neriješene. Uz to, konačni dogovor ostvaren u Daytonu danas se smatra jednim od najkontraverznijih političkih rješenja proizašlih iz cjelokupnoga raspada SFRJ.

## Posljedice
Karlo Rotim u svojoj knjizi "Obrana Herceg-Bosne" (1997.) objavio je dotad prikupljene (dakle nepotpune) podatke o 6.377 poginulih hrvatskih branitelja u Bosni i Hercegovini po općinama koje su bile dijelom Hrvatske zajednice Herceg-Bosne:
| - Derventa - 477 - Mostar - 445 - Travnik - 423 - Vitez - 395 - Bosanski Brod - 386 - Žepče - 357 | - Bugojno - 235 - Novi Travnik - 233 - Orašje - 215 - Kiseljak - 191 - Busovača - 186 - Konjic - 185 | - Bosanski Šamac - 151 - Odžak - 148 - Uskoplje - 146 - Jajce - 145 - Tomislavgrad - 116 | - Fojnica - 114 - Rama - 109 - Livno - 109 - Modriča - 105 - Vareš - 103 | U ostalih 19 općina i dijelova općina koje su proglašene dijelom Herceg-Bosne, brojke se kreću ispod stotinu ubijenih. |

Podaci Istraživačko-dokumentacijskog centra iz Sarajeva, koje mnogi smatraju vjerodostojnima, govore da je od 1991. do 1995. godine u Bosni i Hercegovini poginulo ili nestalo 7.762 Hrvata (poznata imena i prezimena žrtava), od toga 5.610 vojnika i 2.152 civila. Najtragičnija ratna godina bosanskohercegovačkih Hrvata bila je 1993., kada je ubijeno gotovo pola od svih hrvatskih žrtava u Bosni i Hercegovini. Osim 1993. godine, koja je za Hrvate bila teška zbog ratovanja na dvije fronte, više nego tragična bila je i 1992. godina, u kojoj je ubijeno ili nestalo 3.234 hrvatskih vojnika i civila. Znatno manje Hrvati su ginuli u zadnje dvije godine rata. Godine 1994. poginulo je ili nestalo 484, a godinu poslije, 1995., 356 Hrvata. Za njih 53 utvrđeno je da su ubijeni 1991. godine, kada su republičke vlasti u Sarajevu još negirale agresiju na Bosnu i Hercegovinu. Nije poznato vrijeme smrti ili nestanka 116 hrvatskih civila i vojnika.
Ukupno 27,72 % hrvatskih žrtava bili su civili, dok je 72,28 % ubijenih i nestalih imalo status vojnika. Čak 91,57 % hrvatskih vojnika poginulo je u sklopu HVO-a i HV-a. U Armiji BiH život je izgubilo 7,75 %, a u JNA ili VRS-u 0,68 % Hrvata.
Izraženo u brojevima, u HVO-u je poginulo 5137, u Armiji BiH 435, a u VRS-u 38 osoba hrvatske nacionalnosti. Brojevi potvrđuju i ono što je manje-više poznato, a to je da je uvjerljivo najviše Hrvata poginulo ili nestalo u Srednjoj Bosni. Svaka treća hrvatska žrtva ubijena je ili nestala u Srednjoj Bosni, na tom prostoru život je izgubilo 2.528 hrvatskih civila i vojnika. U Bosanskoj Posavini je poginulo 1.705, a u Hercegovini 1.415 Hrvata. U Bosanskoj Krajini u ratu je bilo 930 hrvatskih žrtava, dok je u Sarajevu poginulo 745 Hrvata. Tijekom rata, Armija Republike Bosne i Hercegovine je prognala 128.343, dok je Vojska Republike Srpske prognala 155.040 Hrvata. Zbog ratnog stanja sa slobodnih prostora Bosne i Hercegovine, izbjeglo je 104.000 Hrvata.
- vidi: Ubijeni i nestali Hrvati Bosne i Hercegovine 1991. - 1995.  Arhivirana inačica izvorne stranice od 24. rujna 2015. (Wayback Machine) imena ubijenih i nestalih Hrvata Bosne i Hercegovine (IDC)

## Srodni članci
- Hrvati Bosne i Hercegovine
- Povijest Hrvata Bosne i Hercegovine

## Unutarnje poveznice
| - Hrvatska Republika Herceg-Bosna - Hrvatsko vijeće obrane - Rat u Bosni i Hercegovini - Bošnjačko-hrvatski sukob | - Federacija Bosne i Hercegovine - Blagdani i spomendani Hrvata Bosne i Hercegovine - Stradanje crkvenih osoba u ratu u Bosni i Hercegovini |